# Убийство на Джордж Флойд
Смъртта на Джордж Флойд – афроамериканец от Минесота, САЩ настъпва на 25 май 2020 г. след задържането му от служители на реда. Полицейския служител Дерек Шовин задържа с коляното си врата на Флойд в продължение на 8 минути и 46 секунди, като за 2 минути и 53 секунди от това време Флойд е неконтактен. Флойд е задържан с белезници и лежащ на земята докато Шовин го задържа с коляното си.
Смъртта настъпва по време на арест на Флойд в Паудърхорн – квартал на Минеаполис и полицейската акция е записана от случайни минувачи със смартфони. Ареста настъпва след като Флойд опитва да заплати с 20 доларова банкнота в супермаркет, която служителя идентифицира като фалшифицирана. Според полицията Флойд е оказал съпротива при ареста си, но записи от камери на съседния ресторант показват друга картина при която Флойд пада два пъти на земята докато е ескортиран от полицаите. Записи от очевидци, на които се вижда, че Флойд на няколко пъти съобщава, че не може да диша започват да циркулират в медиите и интернет и стават широко популярни.
Четиримата полицаи, които участват в ареста са уволнени на следващия ден. ФБР започва да разследва случая по молба на полицейското управление на Минеаполис. На 29 май Дерек Шовин е арестуван и обвинен в убийство, като се очаква да се повдигнат обвинения и на останалите полицаи.
Джордж Флойд е 46-годишен афроамериканец и баща на 2 дъщери. Завършва гимназия в Тексас през 1993 г. където се изявява като атлет. Участва и като рапър в Хюстънския колектив Screwed Up Click под името Big Floyd. През 2009 г. влиза в затвора за 5 години с обвинения за грабеж с използване на оръжие. През 2014 г. се мести да живее в Минесота, където работи като охрана на ресторант в продължение на 5 години. Към момента на ареста Флойд е загубил работата си поради пандемията от коронавирус.
Дерек Шовин – полицаят, обвинен в убийството на Флойд – е 44-годишен мъж, работещ като полицай в Минеаполис от 2001 г. Шовин има общо 18 оплаквания в досието си, като за две от тях получава дисциплинарни наказания. Участвал е в три престрелки, една от които е с фатален край. Според бивша управителка на нощния клуб El Nuevo Rodeo, в определен момент Шовин и Флойд са работили като охрана на клуба в покриващи се смени, но не е ясно дали са се познавали.
Според официалната аутопсия Флойд не е починал директно от задушаване, а от комбинацията от неговото задържане, съпътстващи заболявания, сред които Исхемична болест на сърцето и интоксикация от скорошна употреба на фентанил и метамфетамин. Въпреки това независима аутопсия, която е упълномощена от семейството на Фройд установява, че смъртта е настъпила от задушаване в резултат на затискане на врата и гърба на жертвата, което довежда до липса на кръвоснабдяване на мозъка.